# Mniomalia semilimbata
Mniomalia semilimbata är en bladmossart som beskrevs av C. Müller 1874. Mniomalia semilimbata ingår i släktet Mniomalia och familjen Phyllodrepaniaceae. Inga underarter finns listade i Catalogue of Life.